# Ossiannilssonola clymene
Ossiannilssonola clymene är en insektsart som först beskrevs av Mcatee 1926.  Ossiannilssonola clymene ingår i släktet Ossiannilssonola och familjen dvärgstritar. Inga underarter finns listade i Catalogue of Life.